# 룬디 블루스
룬디 블루스(Lundi Blues)는 2016년에 결성된 대한민국의 2인조 음악 그룹이다. 2016년 첫 디지털 싱글 Long Beach를 발매한 뒤, 활발한 활동을 하고 있다.

## 구성원
- 데일로그
- 스노우맨

## 음반

### 디지털싱글
- 《Long Beach》 (2016년 5월 17일)[1]

### EP
- 《Wake Up》 (2016년 8월 10일)[2]

1. Wake Me
2. Long Beach
3. Dance (타이틀곡)
4. 묻지 말아요
5. Bright Light
6. 나만 여기 남아서
7. Sunset

### OST 참여
- 《거짓말이네 (멜로가 체질 OST Part 8)》 (2019년 9월 28일)

### 그 외 참여곡
- 《소수빈 - oh-i 작사/작곡 참여》 (2016년 8월 2일)
- 《홍진표 - Makeover (Feat. 양선) 편곡 참여》 (2016년 8월 9일)
- 《김철민 – 사랑스러워 (통통한 연애 시즌2 OST Part.2) 작사/작곡/편곡 참여》 (2019년 7월 31일)
- 《유승우 – 거짓말이네 (멜로가 체질 OST Part 4) 작사/작곡/편곡 참여》 (2019년 8월 31일)
- 《이선빈 – 아픈 밤 (위대한 쇼 OST Part 2) 작사/편곡 참여》 (2019년 9월 17일)
- 《박지민 – 내가 있다는 걸 (유령을 잡아라 OST Part 6) 작사/작곡 참여》 (2019년 11월 25일)